# Landgericht Pappenheim

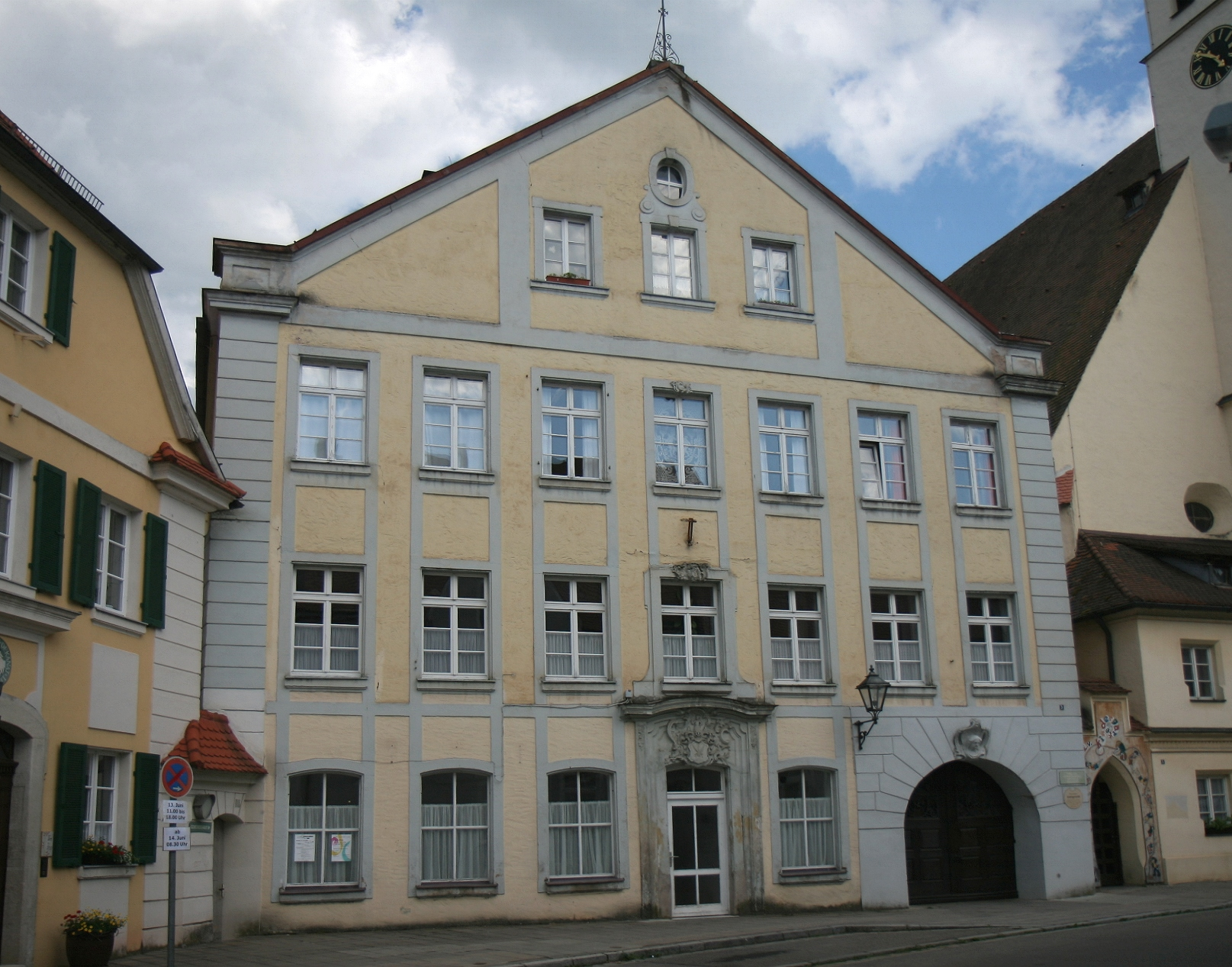
Ehemaliges Landgericht in Ellingen

Das Landgericht Pappenheim war ein von 1852 bis 1879 bestehendes bayerisches Landgericht älterer Ordnung mit Sitz in Pappenheim im heutigen Landkreis Weißenburg-Gunzenhausen. Das Landgericht befand sich im Gebäude Graf-Carl-Straße 3.
1852 wurde im Verlauf der Verwaltungsneugliederung Bayerns nach der Abschaffung der Herrschaftsgerichte das Landgericht Pappenheim errichtet, hauptsächlich aus Gemeinden des vormaligen Herrschaftsgerichtes Pappenheim, des Weiteren aus zwei Gemeinden des Landgerichts Monheim (Eßlingen und Solnhofen).

## Lage
Das Landgericht Pappenheim grenzte im Nordwesten an das Landgericht Heidenheim, im Westen an das Landgericht Oettingen, im Südwesten an das Landgericht Wemding, im Süden an das Landgericht Monheim, im Südosten an das Landgericht Eichstätt und im Norden an das Landgericht Weißenburg. 

## Struktur
Im Jahr 1856 hatte das Landgericht Pappenheim 2,61 Quadratmeilen (≈168 km²) und 8070 Einwohner (7801 Katholiken, 53 Protestanten und 216 Juden). Es gab 51 Ortschaften (1 Stadt, 8 Pfarrdörfer, 3 Kirchdörfer, 4 Dörfer, 13 Weiler und 22 Einöden) und 20 Gemeinden (1 Magistrat 3. Klasse, und 19 Landgemeinden):
- Bieswang mit Mittelmarterhof;
- Büttelbronn mit Mauthaus;
- Dettenheim mit Hagenau, Markhof, Naßwiesen, Neuheim und Stadelhof;
- Dietfurt mit Bergnershof und Grafenmühle?;
- Eßlingen mit  Hochholz;
- Geislohe;
- Göhren;
- Grönhart;
- Haag mit Höfen, Hürth, Lohhof, Neufang, Neuherberg und Rutzenhof;
- Haardt;
- Langenaltheim mit Altheimersberg;
- Neudorf;
- Osterdorf;
- Pappenheim;
- Rehlingen;
- Rothenstein;
- Schambach mit Bonhof, Flemhof, Flemmühle, Kohlmühle, Lehnleinsmühle und Weinbergshof;
- Solnhofen;
- Übermatzhofen mit Niederpappenheim;
- Zimmern.

Zum 1. Oktober 1857 kamen Graben und Suffersheim vom Landgericht Ellingen, Ochsenhart vom Landgericht Eichstätt sowie Treuchtlingen vom Landgericht Heidenheim hinzu, so dass es zuletzt 24 Gemeinden gab, für die das Landgericht Pappenheim zuständig war.